# Maynor Figueroa
Maynor Figueroa, född 2 maj 1983, är en honduransk professionell fotbollsspelare (vänsterback) som spelar för Houston Dynamo.

## Klubbkarriär
Figueroa föddes i La Ceiba på Honduras och inledde sin fotbollskarriär i den lokala klubben Victorias ungdomslag i mitten på 1990-talet.  Efter några säsonger i klubbens A-lag flyttade Figueroa till Olimpia 2003. Efter fem säsonger och fler än 150 matcher för klubben blev han sedan utlånad till den engelska Premier League-klubben Wigan Athletic i januari 2008. I säsongsuppehållet sommaren 2008 förnyades lånet med ytterligare sex månader med en option för Wigan att köpa loss Figueroa. I december samma år skrev han sedan på ett kontrakt över 3,5 år med den engelska klubben.

## Landslagskarriär
Figueroa debuterade för det honduranska landslaget 2003 och har sedan dess spelat fler än 70 landskamper. Han var en del av Honduras trupp till VM 2010.